# کنیون مارتین
کنیون مارتین (انگلیسی: Kenyon Martin؛ زاده ۳۰ دسامبر ۱۹۷۷) یک ورزشکار اهل ایالات متحده آمریکا است.